# Victoria Sabetai
Victoria Sabetai ist eine griechische Klassische Archäologin.
Victoria Sabetai erlangte ihren Bachelor an der Aristoteles-Universität Thessaloniki. Danach studierte sie an der University of Cincinnati, wo sie nach dem Master 1993 mit der Arbeit The Washing Painter. A Contribution to the Wedding and Genre Iconography in the Second Half of the Fifth Century B.C. auch ihren Ph.D. erlangte. Nach der Graduierung legte sie auch die Prüfung für den griechischen Antikendienst ab. Danach war Sabetai als Archäologin an der Ephorie für Böotien tätig, insbesondere in Akraiphia. 1996 wurde sie Mitarbeiterin des Research Centre for Antiquity der Akademie von Athen. Sie forscht vorrangig zur böotischen und attisch-rotfigurigen Vasenmalerei. Neben ihrer Grundlagenarbeit zum Frauenbad-Maler publizierte sie je einen Band des Corpus Vasorum Antiquorum zum Benaki-Museum in Athen und dem Archäologischen Museum Theben. Daneben beschäftigt sie sich mit der Geschichte ihres Faches.

## Publikationen (Auswahl)
- The Washing Painter. A Contribution to the Wedding and Genre Iconography in the Second Half of the Fifth Century B.C. University Microfilms, Ann Arbor 1994 (Dissertation).
- Corpus Vasorum Antiquorum. Greece, Fascicle 6: Thebes, Archaeological Museum 1. Research Centre for Antiquity of the Academy of Athens, Athen 2001, ISBN 960-7099-93-1.
- Corpus Vasorum Antiquorum. Greece, Fascicle 9: Athens, Benaki Museum 1. Research Centre for Antiquity of the Academy of Athens, Athen 2006, ISBN 978-960-404-101-5.
- Herausgeberin mit Stine Schierup: The Regional Production of Red-figure Pottery. Greece, Magna Graecia and Etruria (= Gösta Enbom Monographs, Band 4), Aarhus University Press, Aarhus 2014, ISBN 978-87-7124-393-2.